# Austrian Traded Index
| Austrian Traded Index | Austrian Traded Index   |
| Stammdaten            | Stammdaten              |
| --------------------- | ----------------------- |
| Staat                 | Österreich              |
| Börse                 | Wiener Börse            |
| ISIN                  | AT0000999982            |
| WKN                   | 969191                  |
| Symbol                | A20                     |
| RIC                   | ^ATX                    |
| Bloomberg-Code        | ATX <INDEX>             |
| Kategorie             | Aktienindex             |
| Typ                   | Kursindex               |
| Familie               | Austrian Traded Indices |

Der Austrian Traded Index (ATX) ist der wichtigste Aktienindex an der Wiener Börse und damit in Österreich. Im ATX wird die Kursentwicklung der 20 größten österreichischen Unternehmen mit Börsennotierung angezeigt. Es dient als Basiswert für derivative Finanzinstrumente, wie bspw. Futures, Optionsscheine, Zertifikate etc. Mithilfe des ATX können Aussagen über die wirtschaftliche Entwicklung Österreichs getroffen werden. Zwei Mal jährlich (März und September) wird die Zusammensetzung des ATX und die Gewichtung der Aktien kontrolliert und angepasst. Im Gegensatz zum DAX fließen keine Dividenden oder andere Kapitalausschüttungen in den ATX ein. Das bedeutet, dass der ATX wie die meisten europäischen Indizes als Preisindex/Kursindex berechnet wird. Um unmittelbar mit dem DAX vergleichbar zu sein, muss der ATX Total Return (ATX TR), welcher ebenfalls Dividenden enthält, herangezogen werden.

## Berechnung
Der Austrian Traded Index (ATX) wird während des Börsenhandels laufend berechnet und veröffentlicht. Der Index enthält die Aktien der 20 größten börsennotierten Unternehmen Österreichs. Der Index verändert sich ausschließlich auf Grund von Schwankungen der Aktienkurse. Die Gewichtung erfolgt nach dem Börsenwert im Streubesitz (= Marktkapitalisierung der Streubesitzanteile). Kapitalmaßnahmen wie Aktiensplits haben keinen (verzerrenden) Einfluss auf den Index. Der ATX dient auch als Basiswert für die an der Wiener Börse gehandelten Futures und Optionen.
Die Zusammensetzung des ATX wird halbjährlich im Rahmen der Indexkomitee-Termine im März und September überprüft. Im Indexkomitee bringen Vertreter der institutionellen Investoren, der Handelsmitglieder an der Wiener Börse, der Finanzinstitutionen, die Finanzprodukte auf die Indizes begeben, der Wissenschaft sowie der Wiener Börse ihre Erfahrung ein. Hauptkriterien für die Aufnahme oder Streichung sind kapitalisierter Streubesitz und Börsenumsatz. Bei der halbjährlichen Anpassung können höchstens drei ATX-Titel durch Nicht-ATX-Titel ausgetauscht werden. Der ATX ist eine eingetragene Marke der Wiener Börse AG und stellt eine Teilmenge des ATX Prime dar.

## Geschichte

### Historischer Überblick

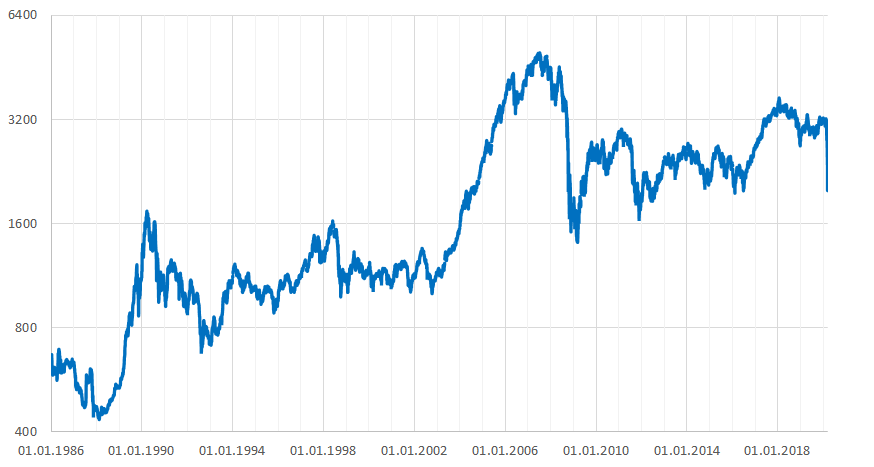
Austrian Traded Index (ATX) 1985–2020

Der Austrian Traded Index (ATX) startete am 2. Jänner 1991 bei 1.000 Punkten und wurde bis zum 31. Dezember 1985 zurückgerechnet. Seinen bisherigen Tiefpunkt erzielte der Index rechnerisch am 11. Februar 1988 mit 434,26 Punkten. Ein sehr hoher Kursanstieg fand am 22. August 1991 mit einem Plus von 7,91 Prozent statt. Am 28. Oktober 1997 verlor der Index bedingt durch die Währungskrise in Südostasien 8,33 Prozent. Bis zum 26. Mai 1998 kletterte er auf einen Schlussstand von 1.628,56 Punkten, danach ging es wieder bergab bis auf 1.003,72 am 10. Oktober 2002. Das war ein Rückgang seit Mai 1998 um 38,4 Prozent. Ab da setzte ein steter Anstieg ein, der den ATX bis 17. Juni 2005 erstmals die 3.000 Punkte-Marke überschreiten ließ. Am 30. Jänner 2006 schloss der ATX mit 4.002,64 Punkten erstmals über der 4.000-Punkte-Marke.
Am 22. Mai 2006 sank der Index um 7,47 Prozent. Als Gründe hierfür wurden die Nähe zu den schwachen Ostbörsen, sinkende Ölpreise sowie extreme Gewinnmitnahmen genannt. Am 9. Juli 2007 beendete der Aktienindex den Handel mit 4.981,87 Punkten auf einem Allzeithoch. Seit dem 10. Oktober 2002 beträgt der Gewinn 396,3 Prozent. Als einer der Gründe für diesen Höhenflug wird die Beteiligung österreichischer Unternehmen in Osteuropa und Südosteuropa genannt, da über 80 Prozent der Unternehmen im Index in den Reformländern tätig sind. Im Zuge der Finanzkrise ab 2007 stellten sich diese Beteiligungen allerdings zunehmend als Problem heraus was sich in starken Verlusten des ATX in der Zeitspanne zwischen Sommer 2007 und Sommer 2009 bemerkbar machte.
Bedingt durch die Angst rund um die US-Immobilienkrise stieg die Volatilität. Am 27. Oktober 2008 erlitt der Index mit 9,75 Prozent den bis dahin größten Tagesabsturz, wobei 5 Werte über 10 Prozent und weitere 11 Werte über 6 Prozent verloren. Den zweitgrößten Tagesverlust musste der ATX wenige Wochen vorher am 8. Oktober 2008 hinnehmen (8,71 Prozent). Die drei größten Tagesanstiege in der Geschichte erlebte der ATX im Herbst 2008 aufgrund der Rettungspläne der US-Regierung für die amerikanische Finanzbranche. Am 13. Oktober 2008 wird der derzeitige Rekord mit 12,77 Prozent gehalten, die beiden anderen Tagesanstiege fanden am 19. September 2008 (11,51 Prozent) und am 24. November 2008 (9,18 Prozent) statt. Am 17. Februar 2009 fiel der ATX um 8,62 Prozent.
Einen neuen Tiefststand erzielte der Index am 9. März 2009, als er den Handel mit 1.411,95 Punkten beendete. Seit dem 9. Juli 2007 entspricht das einem Rückgang um 71,7 Prozent. Den nächsten hohen Kursanstieg erlebte der ATX am 10. Mai 2010 (9,10 Prozent) aufgrund des Beschlusses zur Einrichtung des Europäischen Stabilisierungsmechanismus. Der 9. März 2009 markiert den Wendepunkt der Talfahrt. Ab dem Frühjahr 2009 war der ATX wieder auf dem Weg nach oben. Bis zum 14. Februar 2011 stieg er um 112,5 Prozent auf einen Schlussstand von 3.000,70 Punkten.
Die Abschwächung der globalen Konjunktur und die Verschärfung der Eurokrise führten zu einem Kurseinbruch des österreichischen Leitindex. Am 23. November 2011 beendete der ATX den Handel bei 1.652,79 Punkten. Der Verlust seit dem Höchststand am 14. Februar 2011 beträgt 44,9 Prozent. Die Ankündigung neuer Anleihekaufprogramme der Europäischen Zentralbank und der US-Notenbank in grundsätzlich unbegrenztem Umfang führte zu einer Erholung der Kurse am Aktienmarkt. Die monetären Impulse spielten eine größere Rolle bei der Kursbildung, als die weltweite Wirtschaftsabkühlung und die Lage der Unternehmen. Am 9. Jänner 2013 schloss der Index bei 2.494,76 Punkten und damit um 50,9 Prozent höher als am 23. November 2011.

### Höchststände
Die Übersicht zeigt die Allzeithöchststände des ATX.
|                      | Punkte   | Datum                |
| -------------------- | -------- | -------------------- |
| im Handelsverlauf    | 5.010,93 | Montag, 9. Juli 2007 |
| auf Schlusskursbasis | 4.981,87 | Montag, 9. Juli 2007 |

### Meilensteine
Die Tabelle zeigt die Meilensteine des bis 1985 zurückgerechneten ATX.
| Erster Schlussstand über | Schlussstand in Punkten | Datum           |
| ------------------------ | ----------------------- | --------------- |
| 1.000                    | 1.003,51                | 25. August 1989 |
| 1.500                    | 1.507,06                | 9. Februar 1990 |
| 2.000                    | 2.015,31                | 2. Juli 2004    |
| 2.500                    | 2.506,92                | 27. Jänner 2005 |
| 3.000                    | 3.020,66                | 17. Juni 2005   |
| 3.500                    | 3.503,85                | 3. Oktober 2005 |
| 4.000                    | 4.002,64                | 30. Jänner 2006 |
| 4.500                    | 4.558,96                | 2. Jänner 2007  |

### Die besten Tage
Die Tabelle zeigt die besten Tage des bis 1985 zurückgerechneten ATX.
| Rang | Datum         | Schlussstand in Punkten | Veränderung in Punkten | Veränderung in % |
| ---- | ------------- | ----------------------- | ---------------------- | ---------------- |
| 1    | 13. Okt. 2008 | 2.257,78                | 255,73                 | 12,77            |
| 2    | 19. Sep. 2008 | 3.212,98                | 331,51                 | 11,50            |
| 3    | 24. Nov. 2008 | 1.655,27                | 139,18                 | 9,18             |
| 4    | 10. Mai 2010  | 2.522,14                | 210,37                 | 9,10             |
| 5    | 25. Nov. 2008 | 1.797,86                | 142,59                 | 8,61             |
| 6    | 4. Nov. 2008  | 2.210,00                | 164,53                 | 8,04             |
| 7    | 22. Aug. 1991 | 1.093,27                | 80,15                  | 7,91             |
| 8    | 14. Sep. 1992 | 804,04                  | 58,19                  | 7,80             |
| 9    | 28. Aug. 1990 | 1.244,83                | 89,17                  | 7,72             |
| 10   | 17. Jan. 1991 | 1.001,47                | 70,90                  | 7,62             |

### Die schlechtesten Tage
Die Tabelle zeigt die schlechtesten Tage des bis 1985 zurückgerechneten ATX.
| Rang | Datum         | Schlussstand in Punkten | Veränderung in Punkten | Veränderung in % |
| ---- | ------------- | ----------------------- | ---------------------- | ---------------- |
| 1    | 12. März 2020 | 1.991,22                | −314,73                | −13,65           |
| 2    | 16. März 2020 | 1.791,42                | −209,34                | −10,46           |
| 3    | 27. Okt. 2008 | 1.675,89                | −180,94                | −9,74            |
| 4    | 9. März 2020  | 2.379,93                | −235,63                | −9,01            |
| 5    | 7. Nov. 1989  | 866,00                  | −84,78                 | −8,92            |
| 6    | 8. Okt. 2008  | 2.253,88                | −215,00                | −8,71            |
| 7    | 17. Feb. 2009 | 1.480,05                | −139,57                | −8,62            |
| 8    | 16. Okt. 2008 | 2.080,62                | −189,58                | −8,35            |
| 9    | 28. Okt. 1997 | 1.237,42                | −112,47                | −8,33            |
| 10   | 6. Okt. 2008  | 2.585,13                | −231,42                | −8,22            |

### Jährliche Entwicklung
Die Tabelle zeigt die jährliche Entwicklung des ATX seit 1985.
| Jahr | Schlussstand in Punkten | Veränderung in Punkten | Veränderung in % |
| ---- | ----------------------- | ---------------------- | ---------------- |
| 1985 | 662,01                  |                        |                  |
| 1986 | 636,48                  | −25,53                 | −3,86            |
| 1987 | 473,61                  | −162,87                | −25,59           |
| 1988 | 535,97                  | 62,36                  | 13,17            |
| 1989 | 1.164,22                | 628,25                 | 117,22           |
| 1990 | 1.038,54                | −125,68                | −10,80           |
| 1991 | 883,25                  | −155,29                | −14,95           |
| 1992 | 747,70                  | −135,55                | −15,35           |
| 1993 | 1.128,78                | 381,08                 | 50,97            |
| 1994 | 1.055,24                | −73,54                 | −6,51            |
| 1995 | 959,79                  | −95,45                 | −9,05            |
| 1996 | 1.140,19                | 180,40                 | 18,80            |
| 1997 | 1.294,94                | 154,75                 | 13,57            |
| 1998 | 1.120,77                | −174,17                | −13,45           |
| 1999 | 1.197,82                | 77,05                  | 6,87             |
| 2000 | 1.073,30                | −124,52                | −10,40           |
| 2001 | 1.140,36                | 67,06                  | 6,25             |
| 2002 | 1.150,05                | 9,69                   | 0,85             |
| 2003 | 1.545,15                | 395,10                 | 34,36            |
| 2004 | 2.431,38                | 886,23                 | 57,36            |
| 2005 | 3.667,03                | 1.235,65               | 50,82            |
| 2006 | 4.463,47                | 796,44                 | 21,72            |
| 2007 | 4.512,98                | 49,51                  | 1,11             |
| 2008 | 1.750,83                | −2.762,15              | −61,20           |
| 2009 | 2.495,56                | 744,73                 | 42,54            |
| 2010 | 2.904,47                | 408,91                 | 16,39            |
| 2011 | 1.891,68                | −1.012,79              | −34,87           |
| 2012 | 2.401,21                | 509,53                 | 26,94            |
| 2013 | 2.546,54                | 145,33                 | 6,05             |
| 2014 | 2.160,08                | −386,64                | −15,18           |
| 2015 | 2.396,94                | 236,86                 | 10,97            |
| 2016 | 2.618,43                | 221,49                 | 9,24             |
| 2017 | 3.420,14                | 801,71                 | 30,62            |
| 2018 | 2.745,78                | −674,36                | −19,72           |
| 2019 | 3.186,94                | 441,16                 | 16,07            |
| 2020 | 2.780,44                | −460,50                | −12,76           |
| 2021 | 3.861,06                | 1080,62                | 38,87            |
| 2022 | 3.126,39                | −734,67                | −19,03           |
| 2023 | 3.434,97                | 308,58                 | 9,87             |

### Jährliche Entwicklung ATX Total Return (inkl. Dividenden)
| Date       | Schlussstand in Punkten | Veränderung in Punkten | Veränderung in Prozent |
| 02.01.1991 | 985,87                  |                        | -                      |
| 31.12.1991 | 880,53                  | −105,34                | −10,68 %               |
| 31.12.1992 | 759,00                  | −121,53                | −13,80 %               |
| 31.12.1993 | 1.165,07                | 406,07                 | 53,50 %                |
| 31.12.1994 | 1.098,82                | −66,25                 | −5,69 %                |
| 31.12.1995 | 1.015,39                | −83,43                 | −7,59 %                |
| 31.12.1996 | 1.231,19                | 215,8                  | 21,25 %                |
| 31.12.1997 | 1.424,98                | 193,79                 | 15,74 %                |
| 31.12.1998 | 1.253,85                | −171,13                | −12,01 %               |
| 31.12.1999 | 1.370,08                | 116,23                 | 9,27 %                 |
| 31.12.2000 | 1.257,57                | −112,51                | −8,21 %                |
| 31.12.2001 | 1.376,80                | 119,23                 | 9,48 %                 |
| 31.12.2002 | 1.420,34                | 43,54                  | 3,16 %                 |
| 31.12.2003 | 1.947,63                | 527,29                 | 37,12 %                |
| 31.12.2004 | 3.117,85                | 1170,22                | 60,08 %                |
| 31.12.2005 | 4.777,06                | 1659,21                | 53,22 %                |
| 31.12.2006 | 5.916,02                | 1138,96                | 23,84 %                |
| 31.12.2007 | 6.095,83                | 179,81                 | 3,04 %                 |
| 31.12.2008 | 2.425,31                | −3670,52               | −60,21 %               |
| 31.12.2009 | 3.616,74                | 1191,43                | 49,12 %                |
| 31.12.2010 | 4.319,77                | 703,03                 | 19,44 %                |
| 31.12.2011 | 2.898,19                | −1421,58               | −32,91 %               |
| 31.12.2012 | 3.802,48                | 904,29                 | 31,20 %                |
| 31.12.2013 | 4.151,77                | 349,29                 | 9,19 %                 |
| 31.12.2014 | 3.610,10                | −541,67                | −13,05 %               |
| 31.12.2015 | 4.085,84                | 475,74                 | 13,18 %                |
| 31.12.2016 | 4.595,24                | 509,4                  | 12,47 %                |
| 31.12.2017 | 6.158,60                | 1563,36                | 34,02 %                |
| 31.12.2018 | 5.084,71                | −1073,89               | −17,44 %               |
| 31.12.2019 | 6.126,43                | 1041,72                | 20,49 %                |

## Zusammensetzung
Der ATX setzte sich im Januar 2025 aus folgenden Unternehmen zusammen:
| Name                                      | Branche                          | Logo | Indexgewichtung in % |
| ----------------------------------------- | -------------------------------- | ---- | -------------------- |
| Erste Group Bank AG                       | Banken                           | Logo | 23,67                |
| OMV AG                                    | Erdöl und Erdgas                 | Logo | 12,43                |
| Verbund AG                                | Stromversorger                   |      | 12,21                |
| Raiffeisen Bank International AG          | Banken                           | Logo | 6,80                 |
| BAWAG Group AG                            | Banken                           |      | 6,72                 |
| Andritz AG                                | Produktionstechnik und Maschinen | Logo | 5,11                 |
| Telekom Austria AG                        | Telekommunikation                | Logo | 5,07                 |
| EVN AG                                    | Energieversorgung                |      | 3,97                 |
| Vienna Insurance Group AG                 | Versicherungen                   |      | 3,91                 |
| Voestalpine AG                            | Bergbau und Metalle              | Logo | 3,04                 |
| Wienerberger AG                           | Baustoffe                        | Logo | 2,94                 |
| Uniqa Insurance Group AG                  | Versicherungen                   |      | 2,40                 |
| Immofinanz AG                             | Immobilien                       | Logo | 2,25                 |
| CA Immobilien Anlagen AG                  | Immobilien                       | Logo | 2,20                 |
| Österreichische Post AG                   | Transport                        | Logo | 1,98                 |
| Do & Co                                   | Lebensmittel, Getränke und Tabak | Logo | 1,87                 |
| Mayr-Melnhof Karton AG                    | Verpackung                       |      | 1,47                 |
| Lenzing AG                                | Chemie                           | Logo | 0,95                 |
| Schoeller-Bleckmann Oilfield Equipment AG | Erdöl und Erdgas                 |      | 0,57                 |
| Austria Technologie & Systemtechnik AG    | Hardware und Ausrüstung          |      | 0,45                 |

Am 23. März 2020 wurde die Mayr-Melnhof Karton AG an Stelle der FACC AG in den ATX aufgenommen.
Per 18. September 2023 wurde Strabag durch A1 Telekom Austria ersetzt. „Die nächste planmäßige Kontrolle der ATX-Zusammensetzung ist im März 2024 anberaumt.“